# Take My Hand
Take My Hand è un singolo promozionale dei Simple Plan, pubblicato il 17 marzo 2008 in un numero limitato di paesi.

## Tracce
1. Take My Hand – 3:51

## Formazione
Simple Plan
- Pierre Bouvier – voce
- David Desrosiers – basso, voce secondaria
- Jeff Stinco – chitarra solista
- Sébastien Lefebvre – chitarra ritmica, voce secondaria
- Chuck Comeau – batteria, percussioni

Altri musicisti
- DJ Lethal – programmazione